# Voo Knight Air 816

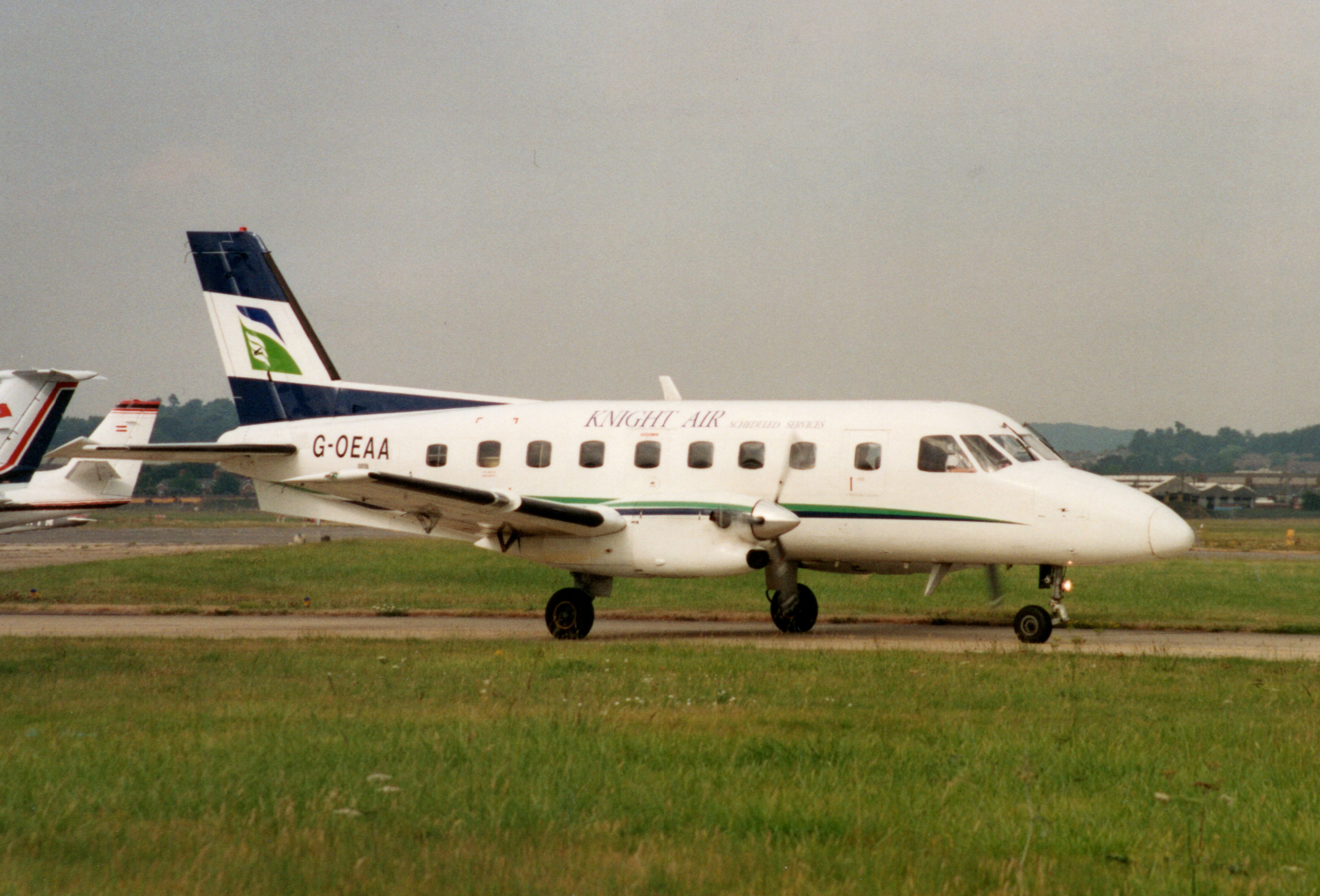
G-OEAA KNT815

O voo 816 da Knight Air, pilotado pela G-OEAA, um Embraer 110 Bandeirante pertencente à Knight Air, foi um voo interno (doméstico) que operava entre os aeroportos de Leeds Bradford e Aberdeen em 24 de maio de 1995, que caiu com a perda de todos a bordo logo após a decolagem.

## O Acidente
A aeronave partiu do Aeroporto de Leeds Bradford às 16h47 horas UTC de partida da pista 14, e foi observada imediatamente para desviar da rota de voo instruída pela ATC; um minuto e 50 segundos após o voo, o primeiro oficial relatou problemas com os horizontes artificiais no avião e pediu para retornar a Leeds Bradford.
O tempo local estava fraco, com visibilidade restrita, nuvens baixas e uma trovoada recente – "condições meteorológicas turbulentas", segundo a AAIB, condições escuras e tempestuosas segundo moradores das imediações.
A tripulação, que consistia no Capitão John Casson, do Primeiro Oficial Paul Denton e da Comissária de Bordo Helen Leadbetter, experimentou dificuldades significativas para manter sua direção enquanto retornava ao aeroporto. A aeronave posteriormente entrou em uma curva à esquerda, rapidamente perdeu altura e caiu em Dunkeswick Moor, ao norte de Harewood, West Yorkshire, seis milhas a nordeste do aeroporto. Nenhum dos tripulantes ou nove passageiros sobreviveram ao acidente.

## Causa
Um relatório do Air Accident Investigation Branch descobriu que um ou ambos os horizontes artificiais na aeronave falharam, levando à perda de controle pelos pilotos e o avião entrando em um mergulho em espiral excedendo os parâmetros operacionais e levando à ruptura parcial antes do impacto.